# Élections législatives de 1871 en Indre-et-Loire
 (mars 2024).
La mise en forme du texte ne suit pas les recommandations de Wikipédia : il faut le « wikifier ».
Les points d'amélioration suivants sont les cas les plus fréquents :
- Les titres sont pré-formatés par le logiciel. Ils ne sont ni en capitales, ni en gras.
- Le texte ne doit pas être écrit en capitales (les noms de famille non plus), ni en gras, ni en italique, ni en « petit »…
- Le gras n'est utilisé que pour surligner le titre de l'article dans l'introduction, une seule fois.
- L'italique est rarement utilisé : mots en langue étrangère, titres d'œuvres, noms de bateaux, etc.
- Les citations ne sont pas en italique mais en corps de texte normal. Elles sont entourées par des guillemets français : « et ».
- Les listes à puces sont à éviter, des paragraphes rédigés étant largement préférés. Les tableaux sont à réserver à la présentation de données structurées (résultats, etc.).
- Les appels de note de bas de page (petits chiffres en exposant, introduits par l'outil «  Source ») sont à placer entre la fin de phrase et le point final[comme ça].
- Les liens internes (vers d'autres articles de Wikipédia) sont à choisir avec parcimonie. Créez des liens vers des articles approfondissant le sujet. Les termes génériques sans rapport avec le sujet sont à éviter, ainsi que les répétitions de liens vers un même terme.
- Les liens externes sont à placer uniquement dans une section « Liens externes », à la fin de l'article. Ces liens sont à choisir avec parcimonie suivant les règles définies. Si un lien sert de source à l'article, son insertion dans le texte est à faire par les notes de bas de page.
- La présentation des références doit suivre les conventions bibliographiques. Il est recommandé d'utiliser les modèles {{Ouvrage}}, {{Chapitre}}, {{Article}}, {{Lien web}} et/ou {{Bibliographie}}. Le mode d'édition visuel peut mettre en forme automatiquement les références.
- Insérer une infobox (cadre d'informations à droite) n'est pas obligatoire pour parachever la mise en page.

Pour une aide détaillée, merci de consulter Aide:Wikification.
Si vous pensez que ces points ont été résolus, vous pouvez retirer ce bandeau et améliorer la mise en forme d'un autre article.
Les élections législatives de 1871 ont eu lieu le 8 février.
Des élections complémentaires se tiennent dans de nombreux départements le 2 juillet 1871. Elles sont organisées pour pourvoir les postes vacants du fait des candidatures multiples, des démissions ou des décès qui se sont produits entretemps. En Indre-et-Loire, un poste est à pourvoir après la démission d'Édouard Deligny. Le décès de François de Bridieu en 1872 entraîne une seconde élection complémentaire le 21 octobre 1872.
Léopold Hulin est déchu de son mandat en 1875 après avoir fui la France. Le poste vacant n'est pas remplacé.

## Résultat départemental
| Candidats                             | Premier tour | Premier tour |
| Candidats                             | Voix         | Élu          |
| Georges Houssard (Centre-droit)       | 64 283       | Oui          |
| Eugène Goüin (Bonapartiste)           | 57 934       | Oui          |
| Léopold Hulin (Monarchiste)           | 53 692       | Oui          |
| Édouard Deligny                       | 51 774       | Oui          |
| François de Bridieu (Monarchiste)     | 50 157       | Oui          |
| Daniel Wilson (Libéral)               | 31 302       | Oui          |
| Fernand Raoul-Duval (Monarchiste)     | 26 723       |              |
| Adolphe Thiers (Libéral)              | 16 767       |              |
| Dieudonné Belle (Républicain modéré)  | 11 077       |              |
| Anatole Desplanques (Libéral)         | 10 021       |              |
| Léon Joubert (Républicain modéré)     | 8 882        |              |
| Pierre Nioche (Républicain modéré)    | 7 713        |              |
| Charles Guinot (Républicain modéré)   | 7 486        |              |
| Adolphe Crémieux (Républicain modéré) | 7 052        |              |
| Armand Rivière (Républicain radical)  | 5 206        |              |
| Henri Durel (Républicain)             | 4 103        |              |
| Léonce Détroyat                       | 4 034        |              |
| Boudrot (Républicain radical)         | 3 937        |              |
| Aubelle                               | 3 077        |              |

Élection du 2 juillet 1871 :
| Candidats                                    | Premier tour | Premier tour | Premier tour |
| Candidats                                    | Voix         | %            | Élu          |
| Charles Guinot (Républicain modéré)          | 35 377       | 61,35        | Oui          |
| Raymond Roze (Centre-droit)                  | 10 975       | 19,03        |              |
| Marc-Antoine Calmon (Libéral)                | 8 371        | 14,52        |              |
| Comte de Chastenet de Puységur (Légitimiste) | 1 923        | 03,33        |              |

Élection du 21 octobre 1872 :
| Candidats                          | Premier tour | Premier tour | Premier tour |
| Candidats                          | Voix         | %            | Élu          |
| Pierre Nioche (Républicain modéré) | 30 869       | 51,24        | Oui          |
| Paul Schneider (Légitimiste)       | 29 373       | 48,76        |              |